# Roald Amundsen (Schiff, 2019)
Die Roald Amundsen ist ein Kreuzfahrtschiff der Reederei HX und weltweit das erste mit einem Hybridantrieb. Namensgeber ist Roald Amundsen, ein norwegischer Seefahrer und Polarforscher.

## Allgemeines
Im April 2016 unterzeichnete Hurtigruten AS eine Absichtserklärung für zwei Neubauten bei der Kleven Verft. Die Auftragserteilung für die Roald Amundsen und das Schwesterschiff Fridtjof Nansen erfolgte am 30. Juni 2016. Die ursprünglich geplanten Kosten pro Schiff wurden auf 220 Mio. US-Dollar geschätzt. Blöcke des Schiffsrumpfs wurden im Unterauftrag von der Danziger Montex Shipyard gefertigt.
Die Roald Amundsen, die ursprünglich im Sommer 2018 abgeliefert werden sollte, wurde am 1. März 2017 auf Kiel gelegt. Nach dem Stapellauf am 17. Februar 2018 war zunächst noch eine Ablieferung im gleichen Jahr vorgesehen. Der Innenausbau in der Kleven Verft verzögerte sich jedoch in der Endphase. Die Roald Amundsen wurde am 25. Juni 2019 abgeliefert.
Die Jungfernfahrt begann am 3. Juli 2019 im norwegischen Tromsø mit Kurs auf Hamburg.
Im Rahmen der Abspaltung von Hurtigruten Expeditions ging die Roald Amundsen in das Eigentum von HX über.

## Technik
Die Roald Amundsen ist das erste Expeditionsschiff seiner Klasse mit einem Hybridantrieb, einer Kombination aus dieselelektrischem und reinem Elektroantrieb, gespeist aus Akkumulatoren. Der Schiffsrumpf ist speziell für die Polargebiete entwickelt (Polarklasse 6) und hat einen Axtbug. Der Antrieb erfolgt über zwei Propellergondeln.

## Ausstattung
Das Schiff verfügt über ein sehr markantes Aussichtsdeck im Bugbereich, das sich auf zwei Decks mit einem Innen- und Außenbereich befindet. Dort ist ebenfalls das sogenannte „Amundsen Science Center“, ein Ort, an dem Reisende mehr über die Reiseziele erfahren und auch selber forschen können. Das Schiff verfügt des Weiteren über drei Restaurants: Aune, das Hauptrestaurant; Fredheim, mit internationaler Küche und Lindstrøm, ein Spezialitätenrestaurant. Außerdem sind an Bord ein Spa- und Wellnessbereich, eine Sauna, sowie ein Fitnessstudio (mit Außenbereich) zu finden. Am Heck befindet sich ein Pooldeck mit einem Infinity-Pool und zwei Whirlpools. Oberhalb der Brücke liegt eine großzügige Panorama-Lounge mit einem Ausblick in Fahrtrichtung und zu beiden Seiten. Im Rumpf des Schiffes befinden sich das Bordhospital und ein Raum, der als Startpunkt für Expeditionen genutzt wird.

## Schwesterschiffe
Die Entwicklung und der Bau der Roald Amundsen war Teil einer 850-Millionen-Dollar-Investition von Hurtigruten AS mit dem Ziel, die umweltfreundlichste Expeditionsflotte der Welt zu bauen. Das Schwesterschiff Fridtjof Nansen wurde 2020 fertig gestellt.

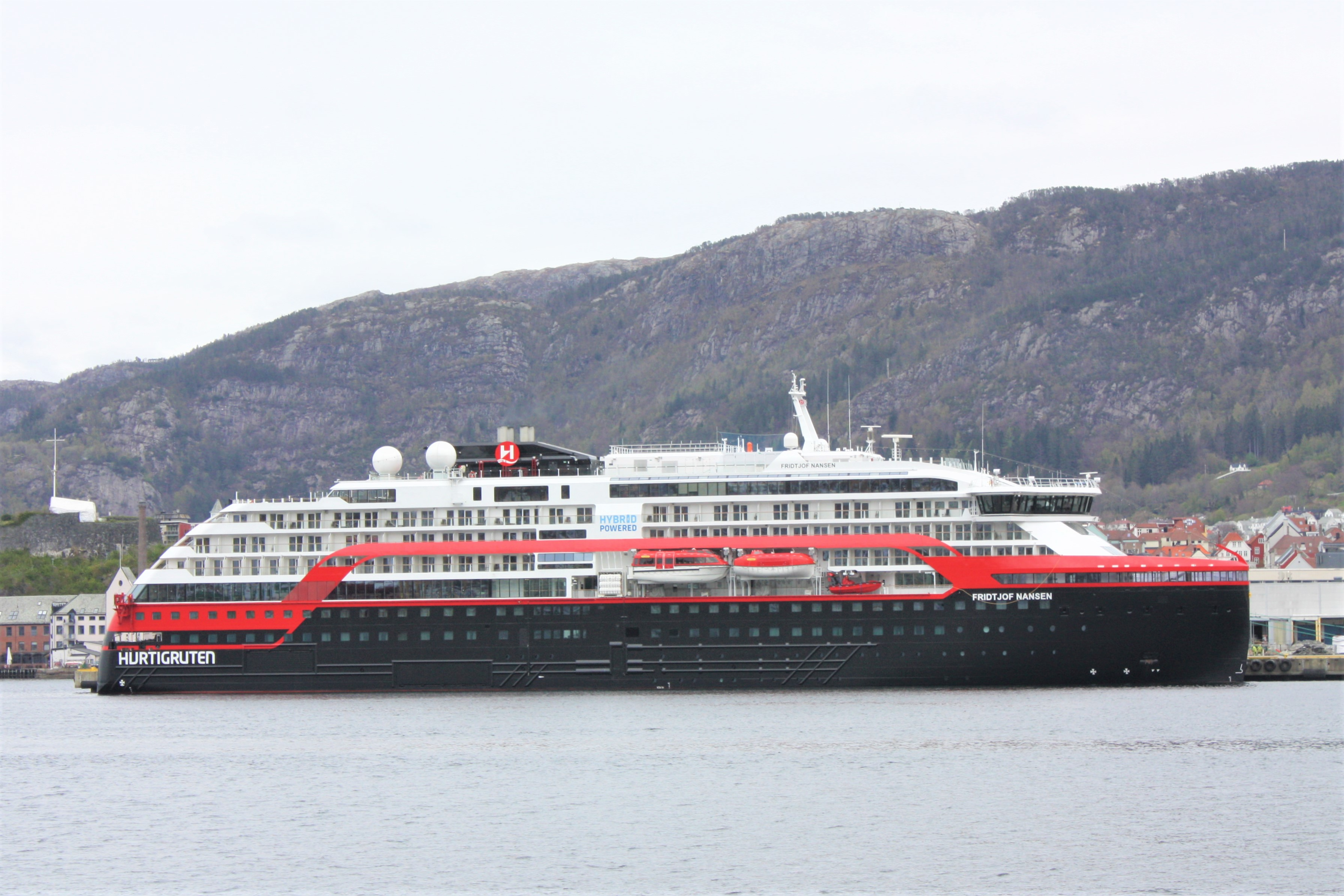
Die Fridtjof Nansen

Eine Absichtserklärung für ein drittes Schiff wurde im Oktober 2018 unterzeichnet. Das Schiff sollte im zweiten Quartal 2021 abgeliefert werden. Der endgültige Auftrag zum Bau des Schiffes wurde jedoch nie erteilt.

## Umweltverträglichkeit
In einem Artikel der taz vom Juli 2019 wird der Hybridantrieb der Roald Amundsen kritisiert. Die derzeit vorhandenen Batteriepakete – die auch per Landanschluss geladen werden können – sollen bei höherem Strombedarf während der Fahrt dazugeschaltet werden oder zeitweise ausschließlich dem Schiffsantrieb dienen. Sie reichen jedoch mit einer Kapazität von nur 1,36 Megawattstunden derzeit lediglich für 20 bis maximal 30 Minuten Fahrt. Das Schiff wurde mit staatlicher Förderung gebaut, es kann mit Akkus für weitere 5 MWh nachgerüstet werden.
Sigurd Enge, Schifffahrtsexperte bei der norwegischen Umweltschutzorganisation Bellona, spricht von einem wichtigen Schritt nach vorn in Richtung der Vision vorwiegend elektrisch betriebener Schifffahrt und betreffend Energieeffektivität. Thor Haakon Bakke, Vorstandsmitglied der norwegischen Miljøpartiet De Grønne anerkennt den geringeren Klimagasausstoß des Schiffes, doch Kreuzfahrten in die Antarktis und Nordwestpassage bedingen hohen Energieumsatz plus induzierte Flugreisen der Passagiere, seien also nicht verträglich mit den Klimazielen.

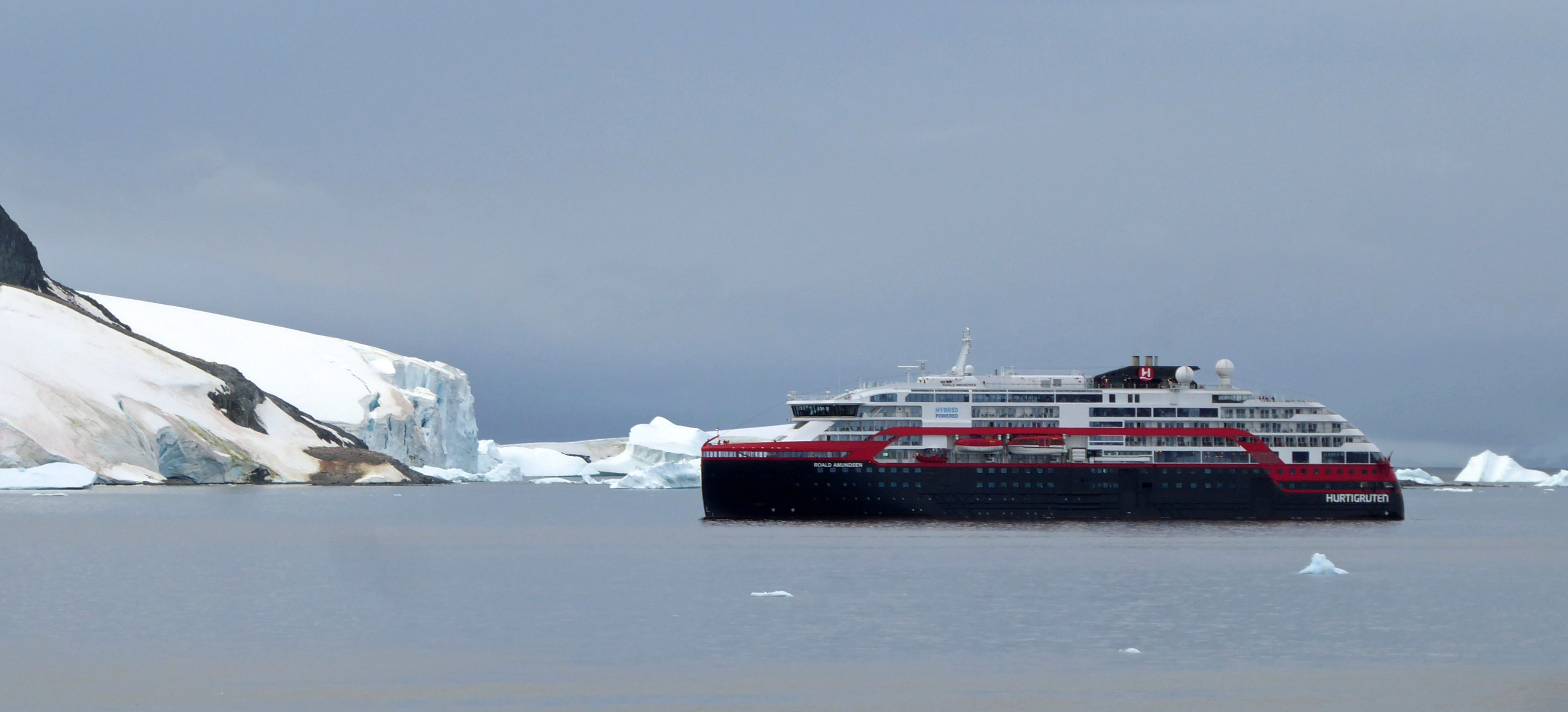
Roald Amundsen 2020 in der Antarktis